# Traité de Guérande (1365)
Pour les articles homonymes, voir Traité de Guérande.
 (mars 2015).
Si vous disposez d'ouvrages ou d'articles de référence ou si vous connaissez des sites web de qualité traitant du thème abordé ici, merci de compléter l'article en donnant les références utiles à sa vérifiabilité et en les liant à la section « Notes et références ».
Pampelune (1365) Libourne (1366)
Le premier traité de Guérande, signé en 1365, met fin à la guerre de Succession de Bretagne, opposant la maison de Penthièvre et la maison de Montfort au sujet de la succession du duc Jean III de Bretagne. 

## Contexte
Charles le Mauvais, qui avait fait la paix avec le dauphin à Pontoise en août 1359, se rebelle de nouveau en 1364 avant d'être battu à Cocherel le 16 mai 1364, par Bertrand du Guesclin.
En 1364, le prétendant, Jean de Montfort, l'emporte militairement à la bataille d'Auray et devient le duc Jean IV. Il sort vainqueur de la guerre de succession de Bretagne et refuse de remplir ses devoirs de vassal envers le roi de France Charles V, en soutenant le roi d'Angleterre pendant la Guerre de Cents Ans. En 1381, un second traité de Guérande maintient la Bretagne dans la vassalité du royaume de France.

## Dispositions du traité
Le traité établit Jean IV comme successeur légitime mais ne repousse pas totalement les prétentions des Penthièvre.
La loi successorale du duché de Bretagne est établie comme suit :
- le duché se transmet de mâle en mâle (en ligne masculine) dans la famille des Montfort ;
- en l'absence d'héritier mâle, il reviendra à la famille de Penthièvre.

La succession de Bretagne est ainsi assurée pour plus d'un siècle mais le traité n'évoque pas le cas où, dans les deux familles, il n'y aurait plus que des femmes pour hériter.

## La succession de François II (années 1480)
Cette situation survient à la fin du XVe siècle. Le duc François II, qui règne depuis 1458, n'a que des filles, Anne et Isabeau. Du côté des Penthièvre, il ne reste plus dans les années 1470 que Nicole de Châtillon. Dès lors, deux partis cherchent, avant la mort du duc, à se placer le plus favorablement possible en vue de la succession :
le parti du duc — pour lequel François II fait prêter serment aux États de Bretagne de soutenir sa fille Anne, déjà titrée duchesse — et le parti du roi de France. Le 3 janvier 1480, Louis XI rachète les droits des Penthièvre pour 50 000 écus à Nicole de Penthièvre, vente et renonciation confirmées à la régente Anne de France en 1485.
L'imprécision du statut successoral en Bretagne complique la tâche des juristes :
- d'un côté, si la Bretagne est une succession noble classique, il est tout à fait possible de la vendre, ou de vendre ses droits à la succession (cas par exemple du Dauphiné de Viennois) ;
- d'un autre côté, depuis le traité de Guérande, les ducs de Bretagne se titrent « duc de Bretagne, par la grâce de Dieu » (ce qui n'est pas reconnu par le roi et contredit par divers actes ducaux vis-à-vis de la famille de Penthièvre au siècle suivant) ; si la couronne de Bretagne ne relève que de Dieu, comme la couronne de France, les droits successoraux sont inaliénables et donc leur vente est nulle et sans effet.

D'autres éléments viennent encore compliquer la détermination de l'héritier légitime :
- en 1420, les Penthièvre ont été déclarés traîtres par les États de Bretagne et privés de leurs droits, honneurs et noms « de Bretagne » ; leurs possessions ont été confisquées car ils ont traîtreusement enlevé le duc Jean. Néanmoins les États ou parlements n'ont aucun pouvoir, en droit français, en ces domaines. On notera toutefois qu'en 1420, le roi d'Angleterre se prétend roi de France, que les Anglais tiennent Paris (prise de la ville en 1420 par Henri V) et que les États de Bretagne ont pu se croire investis de pouvoirs tirés de ceux du Parlement d'Angleterre.
- en 1448, leur comté est restitué aux Penthièvre contre une renonciation à leurs droits au titre du duché de Bretagne (ce qui est juridiquement une reconnaissance de la vassalité du duché, car une renonciation aux droits de succession pour un État ou une principauté indépendant(e)s est invalide (nulle et non avenue) dans le cas d'une succession à un titre « par la grâce de Dieu »[réf. nécessaire]). Cette renonciation est annulée par la suite. Le duc de Bretagne a écrit à Jean Ier de Châtillon, comte de Penthièvre, qu'il renonçait à la clause d'abandon des droits à la succession de celui-ci ; le comte de Penthièvre, pour sa part, lui a promis de ne pas se prévaloir de cette lettre. La première lettre est cédée au roi de France en 1480 par Nicole de Penthièvre, avec les droits sur le duché ; cette lettre est réclamée par François II au roi de France mais celui-ci refuse ;
- en 1465, le comté de Penthièvre est à nouveau confisqué par le duc, sans qu'il y ait de précisions sur les conséquences juridiques de cette confiscation.